# 伊豆の踊子 (1974年の映画)
『伊豆の踊子』（いずのおどりこ）は川端康成の同名小説を原作とした1974年（昭和49年）12月公開の日本映画。同名小説の6度目の映画化作品で、山口百恵映画主演第1回作品である。公開時の惹句は、「花のような微笑みと豊かな髪 清く澄んだ黒い瞳の少女――それが踊子だった。いつかは“さよなら”を… 哀しい踊子の太鼓が伊豆の山々にこだまする」である。1975年度の興行収入ベストテン第3位を記録した。現在のところ、日本最後の伊豆の踊子の映画である。

## 上映データ
| 公開日 上映時間 | 1974年（昭和49年）                               | 12月28日                                         | 日本                                             | 82分                                             |
| サイズ          | カラー                                           | シネマスコープ                                   | 映倫No.18180                                     | 映倫No.18180                                     |
| 同時上映        | 『エスパイ』（監督：福田純、特技監督：中野昭慶） | 『エスパイ』（監督：福田純、特技監督：中野昭慶） | 『エスパイ』（監督：福田純、特技監督：中野昭慶） | 『エスパイ』（監督：福田純、特技監督：中野昭慶） |

## キャスト
- かおる（踊子）：山口百恵
- のぶ（千代子の母）：一の宮あつ子
- 川島（旧制一高生）：三浦友和
- 栄吉（かおるの兄）：中山仁
- 千代子（その女房）：佐藤友美
- 百合子（雇いの女）：四方正美
- 茶屋の婆さん：浦辺粂子
- おきみ（酌婦）：石川さゆり
- よし子（酌婦）：宗方奈美
- しの（酌婦）：田中里代子
- おとき（福田屋の女中）：有崎由見子
- 福田屋の板前：鈴木ヒロミツ
- 紙屋：三遊亭小圓遊
- 鳥屋：江戸家猫八
- 見知らぬ高等学校生：新保克芳
- 飴売りの男：榎木兵衛
- 雪丘恵介
- 小泉郁之助
- 桂小かん
- 溝口拳
- 伊豆見英輔
- 近江大介
- 水木京一
- 小高貴代
- 横田揚子
- 深町真喜子
- 佐藤恵利
- 三船好重
- 薬売り：千家和也
- 油売りの男：青空はるお
- ナレーター：宇野重吉

## スタッフ
- 監督：西河克己
- 製作：堀威夫、笹井英男
- 原作：川端康成
- 脚本：若杉光夫
- 音楽：高田弘
- 撮影：萩原憲治
- 美術：佐谷晃能
- 録音：木村瑛二
- 照明：高島正博
- 編集：鈴木晄
- チーフ助監督：中島芳人
- 製作担当者：斉藤正勝
- プロデューサー補：金沢博
- 舞踊振付：藤間貴与志
- 刺青：河野弘
- スチール：吉崎松雄
- 色彩計測：米田実
- 製作宣伝：奥田和之
- 太鼓・三味線協力：自由ヶ丘・大島屋
- 現像：東洋現像所
- ホリプロ＝ 東宝提携作品
- 制作：ホリ企画制作
- 配給：東宝

## 製作経緯

### 百恵友和コンビ
山口百恵は最初は歌唱力が充分でないと判断され、映画出演は補強策として考えられたといわれる。当時の山口百恵はヒット曲に恵まれず暗中模索状態であった。西河克己監督は「百恵は人気がなかったんですよ、そんなに。レコードが売れなかったんです。森昌子はレコードは売れていました。ただ、百恵はファンレターが多くて、それで少女雑誌の表紙なんかになる機会が多かったです。この子は変な人気があるから役者に転向させようというのが事の起こりらしいです。僕が呼ばれて相談を受けた時は」と話している。山口百恵の最初の出演映画は、松竹映画『としごろ』であったが、これは「脇役ながら目立つ女の子」という扱いだった。これに続く主演第一作は、ホリプロ＝ 東宝提携作品となり、 ホリプロ傘下のホリ企画制作で『野良猫ロック』シリーズを手がけていた笹井英男がプロデュースすることになった。笹井は元日活のプロデューサーで、当時はホリ企画の副社長となり、大林宣彦とマンダムのCMなどを作っていた。『伊豆の踊子』製作の前に百恵がグリコのCMに起用され、大林が百恵のCMを作ることになった。このCMシリーズで百恵がお兄ちゃんに対する憧れを持つという企画が上がり、その相手役として「隣の青年」というイメージが出され、大林が「笑うと目がキラッと光って歯がキラッと光るような子がいい」と要望し、笹井プロデューサーが「よそに預けている子がいる」と三浦友和を連れてきてCM起用を決めた。本作『伊豆の踊子』も笹井が、先に大林に監督を打診したが、百恵が忙しすぎて撮影に取れるのは3日しかないと言われ大林が断った。結局新人のデビューなので安定した「文芸路線」が採用され、堀威夫ホリプロ社長と笹井が旧知の元日活の監督・西河克己に依頼した。堀は1960年の西河監督の映画『六三制愚連隊』に守屋浩と一緒に出ていたという。
西河は鈴木清太郎（鈴木清順）を日活に入れた関係で、1968年の鈴木清順解雇事件で原告側証人として法廷に立ったりしたことから日活を辞めた。以降はテレビ界に移り、劇映画監督は5年ぶりだった。西河は堀に呼ばれ「百恵は歌は売れないが、少女雑誌の表紙になったり、ファンレターがたくさん来るし人気がある。だから役者に転向させようと思う」と相談された。
百恵の相手役は東宝が新聞広告で「大学生を選ぶ」とはっきり告知し、約四千人の応募があり、その中から三十数人を選び、東京に呼んで書類選考が行われた。応募者の中に現役の東大生・新保克芳がおり、配給の東宝も宣伝しやすい「東大生でいこう」と決まり、合格は新保克芳とマスコミにも賑々しく発表され、大きな話題を呼んだ。ところが当時はオリエンタルのCM「ハヤシもあるでョ〜」が流行っていた頃で、名古屋弁の強い新保に西河が反対、「芝居の経験がある者にしたい」と、結局先のグリコのCM映像を見て西河が三浦を強く推し、三浦の起用を決めた。三浦は『剣道一本!』（フジテレビ）という主演ドラマもあるプロの役者だった。当時の三浦は全然売れておらず、スケジュールも真っ白で、体も大きく「一高生のイメージでない」と三浦のマネージャーからも反対された。西河が三浦に会い、話をしているウチに三浦を気に入り起用を決めた。しかし東宝は新人起用に「売れない役者だからダメ。東大生にしろ」「訛りを直してからにしろ」などと松岡功社長以下、強硬に反対したが西河が押し切った。公募最優秀の新保は「見知らぬ高等学校生」役でワンシーンのみ登場している。その後は映画とは無関係な道を歩んでいたが2005年のホリエモン騒動の際に、ライブドアの顧問弁護士としてテレビに登場した。　

### 作品選定
東宝とホリプロは「文芸作品」を構想し、幾つかの候補の中から東宝サイドは『伊豆の踊子』を希望した。しかしホリプロサイドは、初めての主役の百恵に、一種の時代劇的な役柄は不向きで、それよりも地に近い高校生役の青春もの、学園ものの方が無難ではないか、また歌手であるからにはレコードも同時発売したいが『伊豆の踊子』というタイトルでは百恵の歌の傾向と違い過ぎると最終的な決定をしかねていた。西河と東宝、ホリプロで会議が紛糾したとき、東宝が『伊豆の踊子』はどうだろうかと言い出し、意見を求められた西河は、百恵をほとんど知らず「台詞が喋れるのかどうか怪しいな」と思っていたから、候補にあがった文学作品の中では『伊豆の踊子』が台詞も少なく、芝居が一番難しくないし、安定したネームバリューのあるタイトルに寄りかかった方が成功率が高い、映画の主役ならテレビに出ている山口百恵とは全く異なった、様変わりしたコスチュームで出演した方が得策であると進言し、協議の結果『伊豆の踊子』で行くと決定した。他に西河は1963年に吉永小百合主演で『伊豆の踊子』を一度撮っており、その経験で準備期間の少ないスケジュールで撮影の態勢を整えることが出来るなどの計算もしていた。この決定会議はかなりギリギリで、脚本作成に与えられた時間は10日間だった。
1973年4月に東宝の配給、興行、宣伝、外部からの企画窓口になる映画調整の各部を統合した東宝営業本部長に就任した松岡功は、「営業本部長になってほどなく、東宝演劇部の社員から電話があった。『バンド時代からの友人にホリプロの堀威夫さんがいるんですが、本部長に会いたいと言っています。訪ねてきた堀さんは『山口百恵で映画を作りたいんです。作品は『伊豆の踊子』。共演は三浦友和です』と切り出した。山口百恵こそアイドルの中で最も映画向きだと秘かに思っていた。『やりましょう』と即答した」などと話している。この松岡の証言が正しいのなら、映画の製作が正式に決まる前に山口百恵の相手役オーディションを行うことは有り得ず、オーディションは出来レースで、企画が持ち込まれた時点で百恵・友和コンビは決まっており、『伊豆の踊子』も最初から決まっていたということになり、上記の多くの話が嘘ということになる。

### 撮影
最初ホリプロでは1975年の1月10日か、15日以後から撮影に入る予定で調整を進めていたが、東宝が1974年11月23日の封切に固執し、何でもいいからそれに間に合わせてくれと無茶な注文をつけた。この時期の公開は捨て週間にあたり、製作費も当時の東宝作品では最低の部類だった。映画のための百恵のスケジュールを取ってはおらず、そのため無理やり百恵のスケジュールをひねり出し、百恵の撮影に与えられた日数はやっと一週間だった。全撮影日数も20日間で、1963年の『伊豆の踊子』に比べて半分の予算と撮影日数だった。しかも他の仕事の関係で百恵は泊りがけでのロケは不能で、撮影場所に滞在できるのも夜10時頃まで。その為、山歩きの好きな西河がよく知っていた奥多摩でほぼ撮影した。1日のみ原作の舞台の一つである静岡県伊豆の港と湯ヶ野温泉福田屋で撮影した。その日だけ、百恵は他の仕事を終え、夜の0時に現地へ到着し、翌朝6時から港のシーンの撮影を行い、丸1日撮影し、その日のみ旅館に泊まった。百恵のそっくりさんで撮影したシーンも存在するという。急いで急いで撮ったため、クランクアップの日のワンシーンが時間切れで止む無くカットし、安い予算なのに500万円お金が余った。撮影が終わりかけたころ、東宝が1975年の正月映画に変更したが追加撮影は出来なかった。百恵がテレビドラマとの掛け持ちで、早朝ロケで監督スタッフ以下、共演者もスタンバイOKで、4～5時間撮る予定の日に、2時間で別の現場に行ったこともあり、百恵の過密スケジュールで共演者から不満も聞かれた。このような状況の中で、当時56歳の西河は持ち前の職人芸で随所に斬新な工夫を織り込みながら抒情あふれる一編にまとめ上げたと評された。スタジオ撮影は笹井と西河が日活に籍を置いていた関係で、気心と経済性を考慮し東宝砧撮影所を使用せず、日活調布撮影所を使用し、以降もこのパターンが踏襲された。西河は1974年11月23日封切のつもりで東宝に納入した。この時点では封切はまだ1974年11月23日予定だった。ところが撮影途中のラッシュを観た東宝首脳は気が変わり、勝手に予定していた正月映画の何かと変更した。
西河は百恵と同年代の娘がいて、家で娘と歌番組をよく観ていた。西河は森昌子のファンで、百恵を特に意識して観てはいなかったが、テレビで観る限りでは歌えば下がるような、無愛想で無表情な子だなという印象を持っていた。西河はスターの価値は笑顔で決まるが持論で、百恵に初めて会ったとき、「笑顔がすごく良かった」。百恵のマネージャーから「セリフを喋ったことはない」と聞いていて、それで『伊豆の踊子』になったが、やってみたら芝居が上手く、理解力の高さや抜群の集中力に驚いた。なまじニューフェイスよりしっかりしていて、東宝もホリプロも驚いたという。

## 作品の評価

### 興行成績
1975年の正月興行は"センサラウンド" という地震を疑似体験できる音響効果を売りにした『大地震』を本命に、『エアポート'75』『007 黄金銃を持つ男』『エマニエル夫人』『ザ・ヤクザ』など、洋画がバラエティに富み、受けて立つ日本映画は苦戦が予想された。邦画の対抗一番手は東映『新仁義なき戦い』ともう1本（正月前半）、『山口組三代目 激突篇』ともう1本（正月後半）で、続いて松竹は安全番組"寅さん"『男はつらいよ 寅次郎子守唄』ともう1本。対抗する東宝は『エスパイ』と『伊豆の踊子』の二本立て。東宝の前年の1974年正月興行はメガヒットになった『日本沈没』だったこともあり、本来この正月枠では『ノストラダムスの大予言』の続編あたりも予定されていたが、臨機応変に対応出来るような体制がまだ東宝になく、『エスパイ』のメインが先に決まって動かせず。ところが『エスパイ』は『007 黄金銃を持つ男』とまともにカチ合ってしまい、前述のように1974年11月23日公開の予定していた『伊豆の踊子』をここに繰り下げた。また『伊豆の踊子』も、山口百恵を観るなら何も劇場に行かなくてテレビ番組でさんざん観られる、日活の一般映画『宵待草』と『炎の肖像』の方が面白味があるなど前評判も悪く興行が不安視された。ところが邦画の本命東映『山口組三代目 激突篇』が直前（1974年11月24日）になって製作中止に追い込まれ（山口組三代目 (映画)#2本で終わった経緯）、同じスタッフで『日本任侠道 激突篇』に変更されたが、この作品の興行不振もあり、パワーダウン。『エスパイ』の興行不安もあって宣伝は『伊豆の踊子』に力が入れられ、百恵が岩風呂の場面で脱ぐのではないか、という気をもたせた宣伝も功を奏し、『伊豆の踊子』は興行成績第3位の大ヒットとなった。1975年1月7日付の日刊スポーツには「百恵チャンの神通力がそれほど効果なかった」と書かれている。

### 作品の評
山根貞男は10年後の『キネマ旬報』で、「1975年度のキネマ旬報ベスト・テンで、私は『伊豆の踊子』を第二位に入れた。一位は『仁義の墓場』である。『伊豆の踊子』の得点を与えたのはわたしを含めて3人きりだった。『伊豆の踊子』は、何よりも山の風景が素晴らしい。ドラマ展開の表現が見事であり、山口百恵が傑出しているが、それらの根底に山の風景の鮮烈さがある。山を一緒に歩くだけのことが、どれほど美しく哀しく、心楽しくかつ残酷であるかを、これほど深く描いた映画はない。西河克己の映画には、山歩きのリズムがある。そのリズムが見る者の心を揺さぶる」などと評価している。
小西良太郎は「サユリスト、コマキストまでの清純派は、セ〇クスのイメージを極力消していたのだが、小柳ルミ子、南沙織あたりから、ムチムチ、クリクリ・ムードの内容が伴ってきて、遂に"モモエスト"は、『伊豆の踊子』で百恵の裸が実現するかもしれない…という情報に、歓声を上げるまでに変わった」などと評している。

## 影響
邦画各社の正月興行は惨敗が予想されたが、前年比概ねダウン程度で意外に健闘した。中でも『伊豆の踊子』は百恵の大健闘で、東宝の「青春映画路線」は大成功、ホリプロにも数千万円の配当がころがりこみ、以降、東宝とホリプロの蜜月が始まる。ヒットの要因は、百恵の人気プラス企画と分析された。百恵主演映画第一弾の予想以上の大ヒットで、ホリプロは以降 "百恵友和コンビ"による文芸路線を敷く。東宝の「青春映画路線」も順調に推移し、1975年の青春映画総決算は東宝の全配収の約半分にあたる20数億円を稼ぎ出した。1975年は洋画と邦画の配収比逆転のあった年で、東宝にとって青春映画は数少ないヒットコンテンツだった。
『伊豆の踊子』の興行を不安視する見方もあったが、フタを開けてみると大ヒットし、以降の映画界に大きな影響を及ぼした。松竹は伝統的に青春映画を得意とするが、1975年ラインナップの30本のうち、11本の青春映画の製作を決定し、宣伝もヤング向けに変更し、ジュニアマーケットの開拓に焦点を合わせるようになった。またそれまで一切、ヤング向け映画を切り捨てる映画作りをしていた岡田茂東映社長に「今後はウチも二本立てのうち一本は、19歳以下の若い層むきの映画を作りたい」と言わしめるに至った。
映画界は古くから、美空ひばりやフランク永井など、たくさんの歌手もの（歌謡映画）を作ってはいたが、テレビの台頭と洋画大作に押され、客を呼べる映画を作れなくなった邦画各社は、山口百恵が成功したことで、桜田淳子、西城秀樹、野口五郎、沢田研二ら、歌手のぶんどり合戦を始めた。自社で役者を育てようとせず、アイドル歌手の人気を映画に頂こうという姿勢は、ますます日本映画をダメにするという論調も上がった。但し、百恵以外の映画は全部コケた。
作品決定の会議で西河は「今（当時）の女の子は自己主張が強い。耐え忍ぶというタイプの女がいない。百恵はそういうタイプが一番似合う。貧しくて、しかも環境が人に虐められるような、それを我慢していく人間の姿にしておいた方がいい」と主張し、西河が監督を務めた百恵の主演第二作『潮騒』、第三作『絶唱』は、この西河の意見を尊重した作品選定が行われた。

## 劇中歌
| 使用形態           | 曲名       | 作詞     | 作曲     | 編曲   | 唄       | レーベル  |
| ------------------ | ---------- | -------- | -------- | ------ | -------- | --------- |
| オープニングテーマ | 伊豆の踊子 | 千家和也 | 都倉俊一 | 高田弘 | 山口百恵 | CBSソニー |